# Sektion GOC des Deutschen Alpenvereins
Die Sektion GOC des Deutschen Alpenvereins (DAV) e. V. ist ein deutscher queerer Natursport-Verein (Gay Outdoor Club) und eine Sektion im Deutschen Alpenverein mit Sitz in München. Der Verein hat 2.314 Mitglieder (Stand: 31. Dezember 2024) und gehört damit zu den kleineren Sektionen des Deutschen Alpenvereins.

## Aktivitäten
Die Aktivitäten umfassen satzungsgemäß einfache Wanderungen bis zu Hochgebirgstouren in allen Schwierigkeitsgraden. Weitere Aktivitäten sind Mountainbiken, Inlineskaten und alle Arten des Wintersports. Die Unternehmungen dauern von einem Tag bis zu mehrwöchigen Reisen. Es gibt einen vereinsinternen Ausrüstungsverleih.
Neben den sportlichen Aktivitäten findet einmal im Monat ein Stammtisch statt. Ebenfalls einmal im Monat versehen Mitglieder des Vereins Thekendienst im Sub – Schwulen Kommunikations- und Kulturzentrum München e. V. Die Gruppe nimmt auch am jährlichen Christopher Street Day in München teil.

## Geschichte
Der GOC München wurde 1986 von dem bergbegeisterten gebürtigen Briten John Heeley als loser Zusammenschluss nach englischem Vorbild gegründet. Bis zu seinem Tod war Heeley eine der Triebfedern des Clubs und schaffte es auch, viele Menschen zu integrieren, die sich sonst in der Schwulenszene nicht zu Hause fühlten. Für seine Verdienste um den schwulen Freizeitsport wurde John am 30. November 2001 von der Landeshauptstadt mit der Medaille „München leuchtet – Den Freunden Münchens“ in Bronze ausgezeichnet. Mit einem anderen Kameraden aus dem Club verunglückte er am 10. September 2002 bei einem Bergunfall in der italienischen Adamellogruppe.
Aufgrund von Änderungen des Haftungsrechts wurde am 30. November 2003 ein Verein gegründet, um das Haftungsrisiko der Organisatoren und Tourenleiter des GOC abzudecken. Daher beantragte man die Einbindung in den Deutschen Alpenverein (DAV), die ohne Probleme und einstimmig am 21. März 2004 ihren Abschluss fand. Seit damals ist der GOC die lesbisch-schwule Sektion des DAV mit allen Vorteilen für seine Mitglieder, wie Versicherungsschutz und Vorrecht auf den Alpenvereinshütten. Auch unterstützt der DAV den GOC mit seiner Erfahrung und seinen Angeboten wie beispielsweise Ausbildung von Übungsleitern, die sich einer regelmäßigen Fortbildung unterziehen.

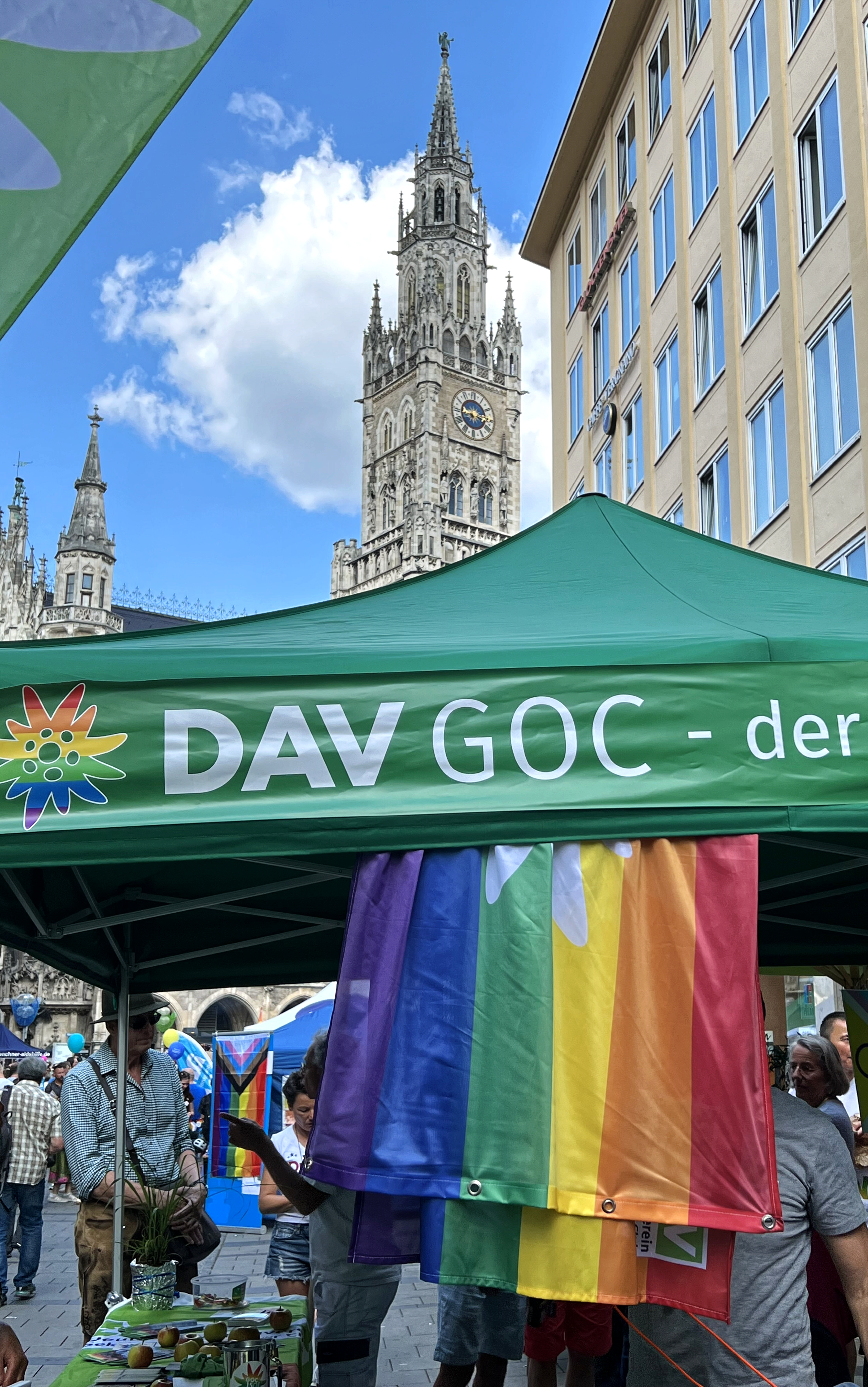
Gay Outdoor Club beim CSD 2023 in München

Der GOC unterhält seit seinem Beitritt zum DAV eine enge Partnerschaft zu der Sektion Berlin des DAV und hat auch eine Patenschaft für die Berliner Hütte übernommen. Von Beginn an bis 1990 war der Verein Mitglied beim 1974 gegründeten englischen GOC. Dann wechselte man zur vor 1986 gegründeten International Gay & Lesbian Outdoors Organization (IGLOO), welche seit einiger Zeit (1996) als Organisationsstruktur nicht sehr aktiv ist.
Zusammen mit den HikeDykes organisierte der GOC vor und nach den EuroGames 2004 ein begleitendes Outdoor-Programm für die Teilnehmer und Besucher.

## Namensähnlichkeiten und Vorbildwirkung
In Deutschland existieren, allerdings nicht als Vereine organisiert, GOCs in Berlin (2004), Hannover, Rhein/Main (Frankfurt, 1996 hervorgegangen aus der Wandergruppe des 1986 gegründeten Frankfurter Volleyball Vereins) und Mittelrhein (2006). In Deutschland gibt es weitere schwul-lesbische Wandergruppen unter anderen Namen, darunter die 1978 initiierte Schwule Wandergruppe Baden-Württemberg.

## Partner
Der GOC hat seit dem 14. Juli 2006 eine Hüttenpatenschaft für die Berliner Hütte der Sektion Berlin des DAV übernommen. Daneben bestehen Verbindungen zur Sektion Rheinland-Köln des DAV (seit 2002) und weiteren Vereinen und Initiativen in Deutschland und Europa.